# Eselsbegräbnis
Unter einem Eselsbegräbnis (lateinisch sepultura asini, sepultura asinina, sepultura asinaria) verstand man im Mittelalter, in der frühen Neuzeit und  bis ins 19. Jahrhundert die unehrenhafte Bestattung einer gesellschaftlich marginalisierten Person, meistens eines Suizidenten. Der Begriff leitet sich von Jer 22,19  ab: „Er [der Verfluchte, Jojakim, König von Juda] soll wie ein Esel begraben werden, fortgeschleift und hinausgeworfen vor die Tore Jerusalems.“ Dieses prophetische Wort bezog sich auf die Prunkliebe und Arroganz des Königs Jojakim, der − im schroffen Gegensatz zu seiner hohen gesellschaftlichen Stellung – nach seinem Tode wie ein Arbeitstier behandelt werden sollte.

## Geschichte
Als kirchenrechtlicher Begriff wird sepult(u)ra asini erstmals fassbar im Liber decretorum des Burchard von Worms. Dort heißt es, dass Mörder oder anderweitig Exkommunizierte “sepultra asini sepeliantur, et in sterquilinium sint super faciem terrae” (deutsch: „Eselsbegräbnisse erhalten sollen und auf Misthaufen über der Erde verbleiben sollen“). Dies war eine Verschärfung der Bestimmungen der Synode von Braga, dass für Suizidenten kein Requiem stattfinden dürfe und sie ohne Rezitation von Psalmen zu bestatten seien. Eine solche postmortal entehrende Bestattungsweise war jedoch ausschließlich für diejenigen Suizidenten vorgesehen, die sich durch Suizid der drohenden Todesstrafe entzogen hatten.
Die letzte aktenkundige Erwähnung eines Eselsbegräbnisses in Deutschland stammt aus dem Jahr 1828. Am 1. Oktober desselben Jahres wurde der Kaufmann Geisler von seinem Mieter, dem Kürschnermeister Schröter, angeschossen und starb tags drauf. Eine Viertelstunde nach der Tat, als die Polizei bereits eingetroffen war, erschoss Schröter sich selbst. Anhand eines ähnlichen Vorfalls aus dem Jahr 1809 fragte das Distriktgericht Braunschweig am 2. Oktober beim Landesgericht in Wolfenbüttel an, ob eine sepultura asinina stattfinden solle. Das Landesgericht entschied am 3. Oktober 1828 durch Urteil, dass ein „unehrliches Begräbnis“ stattfinden solle. Ein daraufhin erfolgtes Gnadengesuch an Herzog Karl II. wurde abgelehnt, der Herzog ordnete hingegen die Durchführung einer sepultura asinina an.

## Vollzug
Am Leichnam des Suizidenten wurde, sofern er sich durch den Suizid der Todesstrafe entzogen hatte, diese postum symbolisch vollzogen, danach wurde er unter dem Galgen verscharrt. Bei unbußfertigen Delinquenten wurde das Eselsbegräbnis vollzogen, indem sie am Galgen hängengelassen oder anderweitig dem Tierfraß anheimgegeben wurden. Im Zuge der Aufklärung wurde ab dem 18. Jahrhundert der Leichnam der Anatomie übergeben. Bei der 1828 durchgeführten sepultura asinina des suizidalen Mörders Schröter im evangelisch-lutherischen Herzogtum Braunschweig wurde der Leichnam auf einem Karren zur Richtstätte gefahren und dort in eine zuvor ausgehobene Grube geworfen, die dann mit Erde gefüllt wurde.